# Перфетти, Антонио
Антонио Перфетти (8 мая 1792, Флоренция — 30 марта 1872, там же) — итальянский гравёр и педагог.
Был учеником Р. Моргена, работал резцом, изучив манеру своего учителя и внеся в неё потом некоторые черты своей индивидуальности. С 1835 года был директором Школы гравюры во Флоренции, совместно с учениками создав множество гравюр для Флорентийской галереи. Согласно оценке ЭСБЕ, «прекрасно передавая рисунок и колористическое общее оригиналов, он через искусное расположение штрихов достигал в своих произведениях необычайной мягкости и гармоничности, но, когда это казалось ему нужным, и значительной силы».
Из его эстампов более всего известны «Кумская сивилла» с картины Доменикино в галерее Боргезе в Риме, «Сретение Господне» с оригинала Фра-Бартоломмео в Венском музее, «Рождество Богородицы» с картины А. дель-Сарто в церкви Санта-Аннунциата, во Флоренции, «Мадонна делла-Седиа» и «Великогерцогская Мадонна» с Рафаэля, «Персидская сивилла» с Гверчино, портрет герцога тосканского Леопольда с Эмини и портрет супруги этого государя с Мартеллини. Был профессором флорентийской Академии художеств и членом многих других академий, в том числе и Санкт-Петербургской (с 1851 года). Из его школы вышло несколько искусных гравёров, при помощи которых им было исполнено большое количество эстампов для большого издания флорентийской галереи.
Под его руководством гравюре обучилась также его жена, Елена Перфетти, с успехом трудившаяся на том же, что и он, поприще.
Почетный вольный общник российской Императорской Академии художеств с 1851 года, жена с 1855.